# Heliophanus ibericus
Heliophanus ibericus är en spindelart som beskrevs av Wesolowska 1986. Heliophanus ibericus ingår i släktet Heliophanus och familjen hoppspindlar. Inga underarter finns listade i Catalogue of Life.